# Wildwiesen
Wildwiesen är en bergstopp i Österrike.   Den ligger i distriktet Weiz och förbundslandet Steiermark, i den östra delen av landet, 100 km söder om huvudstaden Wien. Toppen på Wildwiesen är 1 254 meter över havet, eller 363 meter över den omgivande terrängen. Bredden vid basen är 11,8 km.
Terrängen runt Wildwiesen är huvudsakligen kuperad. Runt Wildwiesen är det ganska tätbefolkat, med 70 invånare per kvadratkilometer.. Närmaste större samhälle är Hartberg, 19,0 km sydost om Wildwiesen. 
I omgivningarna runt Wildwiesen växer i huvudsak blandskog.